# 中村比菜
中村 比菜（なかむら ひな、1992年〈平成4年〉1月27日 - ）は、日本のモデル、タレント、元レースクイーン。茨城県生まれ、東京都育ち。イー・スマイル所属。愛称は「おひな」。

## 来歴

### dianaからフレッシュエンジェルズへ
2015年、2016年と横浜DeNAベイスターズのサポーティングガールズユニット『diana』で活動をする。デビュー当時の公式キャッチフレーズは「いちご畑のメリーゴーランド」であったが、TOKYO IDOL FESTIVAL2016出演に際し自身で考案した「いちご畑のファニーボイス」で自己紹介を行った。ファンからは愛称として「ひなし」と呼ばれることが多かった。dianaの同期にはアップガレージ『ドリフトエンジェルス』の2018・2019メンバーである織田真実那や、2013年のカルソニックレディだった山吹香織がいた。
その後友人の紹介でイー・スマイルとタレント契約を結び、2017年、『D'stationフレッシュエンジェルズ』の一員としてレースクイーンデビュー。
愛称を「おひな」とする。同年7月2日、日本レースクイーン大賞2017新人部門の準グランプリを受賞する。
2018年、前年に引き続き『D'stationフレッシュエンジェルズ』の一員として活動。2019年1月12日に東京オートサロン2019で行われた「日本レースクイーン大賞2018」の表彰式ではclicccar賞と福岡アジアコレクション賞を受賞し、同年3月24日の福岡アジアコレクションに出演した。RQ大賞受賞者以外で2つの賞を受賞するのは、初めてのことである。

### KOBELCO GIRLSからA-classへ
2019年、SUPER GT500クラス『LEXUS TEAM SARD KOBELCO GIRLS』、スーパーフォーミュラ『KONDO Racing raffinee Lady』を兼任。いずれも、事務所の先輩である西村いちかから引き継ぐ形となった。同年9月23日、サンケイスポーツ主催の「サンスポ レースクイーンAWARD 2019」で準グランプリを受賞。
2020年1月11日に東京オートサロン2020で行われた「日本レースクイーン大賞2019」の表彰式では日本レースクイーン大賞を受賞。
そのほか特別賞としてテレビ東京賞を受賞。フレッシュエンジェルズで共に活動をした小越しほみに続き、2年連続でイー・スマイル所属者がテレビ東京賞を受賞する結果となった。同年のSUPER GTでも引き続き『KOBELCO GIRLS』を務めるが、この年は新型コロナウイルス感染拡大の影響によりレース日程が大幅に変更され、更に無観客での開催が続いた為、KOBELCO GIRLSとしてのサーキット出演は10月3日 - 4日の富士スピードウェイ戦が同年度最初となってしまった。「日本レースクイーン大賞2020」では、南香織がデザインしたKOBELCO GIRLSとSARDイメージガールのコスチュームがコスチュームグランプリを受賞している。
2020年9月、4年ぶりに復活する東京オートサロンの公式イメージガールユニット『A-class』のセレクション30名の中にエントリーし、同年10月5日、ファン投票により2021年度メンバーに選ばれたことが発表された。茨城県出身者としては2009年 - 2010年の永作あいり以来11年ぶり、血液型がAB型の女性としては2007年の則島奈々美以来14年ぶりのA-classメンバーとなった。だが先述の新型コロナウイルスの影響が続いた関係で幕張での客入れ開催が出来なくなったため、バーチャルオートサロンのみの開催となった。その後2022年1月15日の東京オートサロンで、A-class2021の一員としてステージに登壇し、観客にコスチューム姿を披露していた。

### RQ卒業とその後
2021年3月3日、自身3年連続となる『KOBELCO GIRLS』に選ばれたことを発表。相方の太田麻美とは2年連続のコンビとなったが、30歳の誕生日を2か月後に控えた同年11月15日、2021年度を以ってレースクイーンを引退することを自身のSNSで発表。先述のA-classで共働した小湊美月にKOBELCO GIRLSの座を譲った。
2023年10月26日 - 11月5日に東京国際展示場で開催された『ジャパンモビリティショー2023』の東京オートサロンブースにステージMCとして出演し、2024年度のA-classメンバーの紹介を行った。

## 人物
- 出身地は東京都と公表していたが[22]、生まれは茨城県であると後に発言し、それ以降 新たに記載されているものに関しては出身地が茨城県となっている。
- 音楽大学出身のため、特技にピアノや弾き語りが挙げられる[23][22]。大学では声楽やオペラを専攻し、卒業後にミュージカル劇団のオーディションを受けるも落選[7]。その後先述の『diana』を経てフレエンのメンバーとなり、“歌って踊れるレースクイーン”への一歩を踏み出した[19]。
- 右利きの一人っ子。自称「謙虚」。
- チャームポイントは泣きぼくろ、骨盤、まゆ毛。[24]
- 趣味は「健康・長生き」と語ることが2017年時点では多かった[22]。本人曰く「小さい頃は体育が苦手だった」とのこと[22]。diana時代「踊る時は端っこで存在を消していた」と「よみタイ」のインタビューで述懐している[7]。その他はゲーム、カラオケ、Kポップなど。
- 好みの色はピンクであり、自身の部屋の壁紙もピンクを使用している。
- 好きな動物：ハムスター[24]
- 好きな食べ物：サムギョプサル
- 好きな花：マーガレット
- 好きなスポーツ：野球[24]
- 好きなアーティスト：椎名林檎・Suchmos
- 座右の銘は「急がば回れ」、好きな言葉は「切磋琢磨」
- 尊敬する人：山下清・小越しほみ(レースクイーンとして同じチームになる以前から、小越しほみのことはInstagramでチェックをしていた。)
- 好きなタイプ：甘やかしてくれる人・面倒見がいい人
- 小さい頃の夢：探偵、もののけ姫、芸人[24]

## 主な活動

### チアリーダー
- 横浜DeNAベイスターズ サポーティングガールズユニット diana（2015年・2016年）

### レースクイーン
| 年            | 主なカテゴリー        | チーム名                        | 他メンバー                               |
| ------------- | --------------------- | ------------------------------- | ---------------------------------------- |
| 2017年        | SUPER GT スーパー耐久 | D'stationフレッシュエンジェルズ | 森園れん、安藤麻貴、小越しほみ           |
| 2018年        | SUPER GT スーパー耐久 | D'stationフレッシュエンジェルズ | 林紗久羅、小越しほみ、霧島聖子、宮本りお |
| 2019年        | SUPER GT              | LEXUS TEAM SARD KOBELCO GIRLS   | 清瀬まち、はらことは                     |
| 2019年        | スーパーフォーミュラ  | KONDO Racing raffinee Lady      | 今井みどり、林紗久羅、清瀬まち           |
| 2020年 2021年 | SUPER GT              | TGR TEAM SARD KOBELCO GIRLS     | 太田麻美                                 |

### イベント出演
| イベント名         | 出演年        | 出演ブース   |
| ------------------ | ------------- | ------------ |
| 東京モーターショー | 2015年        | LEXUS        |
| 東京モーターショー | 2017年        | いすゞ自動車 |
| 東京ゲームショウ   | 2017年        | NEXON        |
| 東京ゲームショウ   | 2019年        | 日本工学院   |
| 東京オートサロン   | 2018年 2019年 | 三菱自動車   |
| 東京オートサロン   | 2020年        | MOTUL        |
| 東京オートサロン   | 2022年        | BUSOU        |
| 大阪オートメッセ   | 2019年        | 三菱自動車   |

- 福岡アジアコレクション2019（2019年3月24日、福岡国際センター）[TW 3]
- Weins e-Sports Grand Prix 2020 最終予選会準決勝（2020年11月14日、GRガレージ・トレッサ横浜） - ゲストMC[30][動画 5][動画 6]

### ラウンドガール
- 西口プロレス（西口向上委員会）（2017年）
- RIZIN FIGHTING FEDERATION（RIZINガール）（2018年）[注 7]